# Thyreus tricuspis
Thyreus tricuspis är en biart som först beskrevs av Pérez 1883.  Thyreus tricuspis ingår i släktet Thyreus och familjen långtungebin. Inga underarter finns listade i Catalogue of Life.